# Waisenegg
Waisenegg település Ausztriában, Stájerország tartományban, a Weizi járásban. 2015 óta Birkfeld része. Tengerszint feletti magassága 747 méter, területe 26,04 km². Lakosainak száma 1069 fő. Waisenegg Gschaid bei Birkfeld és Haslau bei Birkfeld településekkel határos.